# Museo de anatomía comparada de vertebrados
El Museo de Anatomía Comparada de Vertebrados (MACV) es un museo perteneciente a la Facultad de Ciencias Biológicas de la Universidad Complutense de Madrid destinado a la formación del alumnado en el campo de la zoología, cuenta con una gran cantidad de ejemplares reunidos gracias a la donación y colaboración tanto de profesores como de alumnos así como de ayudas recibidas por determinadas entidades públicas y privadas, disponiendo de ejemplares únicos por su rareza o características peculiares.

## Historia
Destacada colección que comenzó a formarse en la década de 1970 como material de apoyo en la Cátedra de Zoología de Vertebrados del Departamento de Zoología, contando, en sus orígenes, con una modesta colección de ejemplares adquiridos en las últimas décadas del siglo XIX. 
Gracias al interés de Francisco Bernis Madrazo, que se interesó por la colección ya deteriorada por el paso del tiempo y al trabajo continuado de profesores y alumnos, se produjo el desarrollo del Museo de Anatomía Comparada de Vertebrados.

## Colecciones y actividad
De la inicial y pequeña colección formada por ejemplares naturalizados, huesos, cráneos, esqueletos y preparados anatómicos diversos, en la actualidad presenta una muestra extensa añadida de morfología y anatomía comparada de vertebrados.
El Museo posee catalogadas más de 8000 piezas: esqueletos, animales íntegros (conservados en líquidos) y envueltas tegumentarias (pelos de mamíferos, plumas de aves y escamas de peces), siendo la colección más completa la de animales íntegros que supera las 600 especies diferentes.
Los tres grandes objetivos de este museo se pueden definir en primer lugar en una clara vocación docente; también como elemento de referencia para estudios de la Sistemática, Biomecánica y Ecomorfología de vertebrados y como instrumento de sensibilización social respecto a la ecología y el medio ambiente.